# Langues kamakã
Les langues kamakã (ou langues kamakanes) sont un groupe de langues de la famille des langues macro-jê parlées au Brésil. Les langues sont toutes éteintes.

## Classification
Les langues kamakã sont un des groupes de l'ensemble macro-jê. La langue était parlée parlé par plusieurs groupes d’Amérindiens qui vivaient dans la région de Bahia.
les langues kamakã sont :
- le kamakã
- le menién (en)
- le kotoxó et le mongoyó
- le masakará (en)

Pour Silva Martins, le kotoxó et le mongoyó ne sont pas, contrairement à l'analyse de Loukotka (1932), deux langues séparées. L'analyse des vocabulaires conservés en kotoxó et en mongoyó montrent qu'il s'agit de deux dialectes d'une même langue.